# Micraireae
Micraireae, tribus jednosupnica u potporodici Micrairoideae, porodica travovki. Po novijim istraživanjima pripada mu samo jedan rod, Micraira. Kod nekih je uključen i Zenkeria

## Rodovi
1. Micraira F. Muell. (15 spp.)
2. ?Zenkeria Trin. (5 spp.)